# Cosmognathia bastillae
Cosmognathia bastillae är en djurart som tillhör fylumet käkmaskar, och som beskrevs av Wolfgang Sterrer 1991. Cosmognathia bastillae ingår i släktet Cosmognathia och familjen Pterognathiidae. Inga underarter finns listade i Catalogue of Life.